# Yawning Man & Fatso Jetson Split
Yawning Man & Fatso Jetson Split is de vijfde ep van de band Fatso Jetson samen met de band Yawning Man.
De nummers Dark Meat en Underwater Noise zijn eerder opgenomen door de band Big Scenic Nowhere waar Arce onderdeel van uit maakt. Arce gaf tijdens een interview in 2017 aan dat hij samen met Bill Stinson tijdens een jamsessie onder de naam Big Scenic Nowhere in La Quinta (waar hij woont) tot deze nummers kwam. Toen Fatso Jetson en Yawning Man een Europese tour gingen doen hadden ze nieuwe nummers nodig. De twee nummers van Yawning Man op deze splitalbum beschouwt Arce nog altijd als Big Scenic Nowhere nummers.

## Track listing
Tracklist
| nr. | band         | titel             | duur |
| --- | ------------ | ----------------- | ---- |
| A1  | Yawning Man  | Dark Meet         | 5:21 |
| A2  | Fatso Jetson | Mono Decay        | 4:08 |
| B1  | Fatso Jetson | Trans World Sleep | 6:44 |
| B2  | Yawning Man  | Underwater Noise  | 5:21 |

## Uitvoerende musici
A1 Yawning Man - Dark Meet
- Mario Lalli - basgitaar
- Alfredo Hernandez - drums
- Gary Arce - gitaar

A2 Fatso Jetson - Mono Decay
- Mario Lalli - gitaar en zang
- Larry Lalli - basgitaar
- Tony Tornay - drums
- Dino Lalli - gitaar
- Vince Meghrouni - saxofoon

B1 Fatso Jetson - Trans World Sleep
- Mario Lalli - gitaar en zang
- Larry Lalli - basgitaar
- Tony Tornay - drums
- Dino Lalli - gitaar

B2 Yawning Man - Underwater Noise
- Mario Lalli - basgitaar
- Alfredo Hernandez - drums
- Gary Arce - gitaar

Alle achtergrondzang op de nummers van Fatso Jetson door Olive Zoe Lalli.
Opnames: Eddie Rivas: A2, Mathias Schneeberger: A1, B1 en B2.
Ontwerp cd-hoes door: Kelly Keith.
Exclusief voor de DesertFest-Tour, er zijn 300 exemplaren gedrukt.